# Alfred Willms
Alfred Karl Erwin Willms (* 23. Mai 1921; † 5. März 2007 in Brokdorf) war ein deutscher Afrikanist.

## Leben
Nach der Promotion in Hamburg am 7. April 1956 (Lautliche und syntaktische Untersuchungen über die Mentawai-Sprache) und der Habilitation ebenda am 8. Juli 1970 (Grammatik der südlichen Beraber-Dialekte (Südmarokko)) lehrte er von 1970 bis 1975 als Privatdozent für Afrikanische Sprachen und Kulturen und von 1975 bis 1986 als Professor (§ 10 UniG) für Afrikanische Sprachen und Kulturen an der Universität Hamburg.

## Schriften (Auswahl)
- Einführung in das Vulgärarabische von Nordwestafrika. Leiden 1972, ISBN 90-04-03557-5.
- Grammatik der südlichen Beraberdialekte (Südmarokko). Glückstadt 1972, OCLC 641571855.
- Die dialektale Differenzierung des Berberischen. Berlin 1980, ISBN 3-496-00138-0.